# Оксень, Пантелей Алексеевич
Пантелей Алексеевич Оксень — советский хозяйственный, государственный и политический деятель, Герой Социалистического Труда.

## Биография
Родился в 1930 году в ныне Днепропетровской области. Член КПСС.
С 1947 года — на хозяйственной, общественной и политической работе. В 1947—1990 гг. — токарь Горловского машиностроительного завода имени С. М. Кирова Министерства тяжелого, энергетического и транспортного машиностроения СССР.
Указом Президиума Верховного Совета СССР от 5 апреля 1971 года за особые заслуги в выполнении заданий пятилетнего плана присвоено звание Героя Социалистического Труда с вручением ордена Ленина и золотой медали «Серп и Молот».
Делегат XXVi съезда КПСС.
Почётный гражданин города Горловка.
Живёт в Горловке.